# Universidad de Lubumbashi
La Universidad de Lubumbashi  (en francés, Université de Lubumbashi) es la antigua universidad oficial del Cono y la universidad nacional del Zaire Campus de Lubumbashi. Fue junto con otras, creada a raíz de la escisión de la Universidad Nacional del Zaire (UNAZA), de la que se separó en 1981.  
Fue fundada en 1955 por la Universidad de Lieja de Bélgica y está situada en Lubumbashi.